# 518
Rok 518 (DXVII) byl nepřestupný rok, který podle juliánského kalendáře započal pondělím. 
Podle židovského kalendáře se přelomily roky 4278 a 4279. Podle islámského kalendáře se jedná o roky 107 a 106 před hidžrou (resp. tolik zbývalo let do vzniku islámu). 

## Události
- červenec: Byzantský císař Anastasius I. umírá bezdětný ve věku 88 let. Vládl po dobu 27 let. Na trůnu jej střídá Justinus I.

Neznámé datum
- Justinus I. zakládá Justiniánskou dynastii a svého synovce Flavie Petra Sabbatia (pozdějšího císaře Justiniána I.) za svého rádce. Společně obvinili Theocrita, dalšího možného dědice trůnu, ze zrady a nechávají jej popravit.
- Zemětřesení poničilo ilyrské město Scupi (dnešní Skopje v Severní Makedonii). Krátce předtím se město stalo součástí římské provincie Moesie.
- Džabalah IV. se stává králem Ghássánovců. Se svými vojsky obsadil Palestinu, byl však poražen byzantskou armádou.

## Narození
- ? – Yōmei, japonský císař († 21. května 587)

## Úmrtí
- 9. nebo 10. července – Anastasius I. (* kolem 430)
- ? – Theocritus, kandidát na byzantský trůn (* ?)

## Hlavy států
- Papež – Hormisdas (514–523)
- Byzantská říše – Anastasius I. (491–518) » Justinus I. (518–527)
- Franská říše
  - Soissons – Chlothar I. (511–561)
  - Paříž – Childebert I. (511–558)
  - Orléans – Chlodomer (511–524)
  - Remeš – Theuderich I. (511–534)
- Perská říše – Kavád I. (488–496, 499–531)
- Ostrogóti – Theodorich Veliký (474–526)
- Vizigóti – Amalarich (511–531)
- Vandalové – Thrasamund (496–523)